# 大金剛輪陀羅尼
大金剛輪陀羅尼（だいこんごうりんだらに）は密教で唱えられる罪障や魔忿を取り除くことを祈願する陀羅尼である。

## 概要
仏説大輪金剛総持陀羅尼経、大威怒烏蒭沙摩儀軌経、大輪金剛修行悉地成就及供養法、甘露軍荼利菩薩供養念誦成就儀軌、観自在大悲成就瑜伽蓮華部念誦法門、等の密教経典の中に登場する陀羅尼であり、金剛輪菩薩（金剛離垢尊）に捧げられる。一般には勤行の際に読経や真言を読み間違えたり、雑念や邪念が生じた際の赦しを乞う為に唱えられる。
般若心経や光明真言などと並んで、勤行の際によく唱えられる。

## 内容
Namah striya dhvikanam sarva tathagatatam

過去、現在、未来の三世の全ての如来に、全てを投げ打つつもりで帰依します。

ナマク　シチリヤ　ジビキャナン サルバ　タタギャタナン

曩莫　悉底哩也　地尾迦喃　薩嚩　怛他蘖哆喃

hum viraji viraji maha cakra

（種字）煩悩の垢を離れた御方よ、煩悩の垢を離れた御方よ、偉大なる法輪を廻す不退転の悟りを得た御方よ、

アン　ビラジ　ビラジ　マカ　シャキャラ

唵　尾囉爾　尾囉爾　摩賀　作訖囉

vajri sata sata sarate sarate

私たちと同じく有情の御方よ、有情の御方よ、悟りの堅固な御方よ、悟りの堅固な御方よ、

バシリ　サタ　サタ　サラテイ　サラテイ

嚩日哩　娑哆　娑哆　娑囉底　娑囉底

trayi trayi vidhamani

救済して下さる御方よ、救済して下さる御方よ、消滅させる御方よ、

タライ　タライ　ビダマニ

怛囉以　怛羅以　尾馱麼儞

sambhamijani tramati

粉砕して下さる御方よ、三慧を成就した御方よ、

サンバンジャニ　タラマチ

三畔若儞　怛囉摩底

siddhagri tram svaha

最も勝れた御方よ、（種字）　スヴァーハー

シッタギレイ　タラン　ソワカ

悉馱儗哩曳　怛覧　娑嚩賀